# Erkki Liikanen

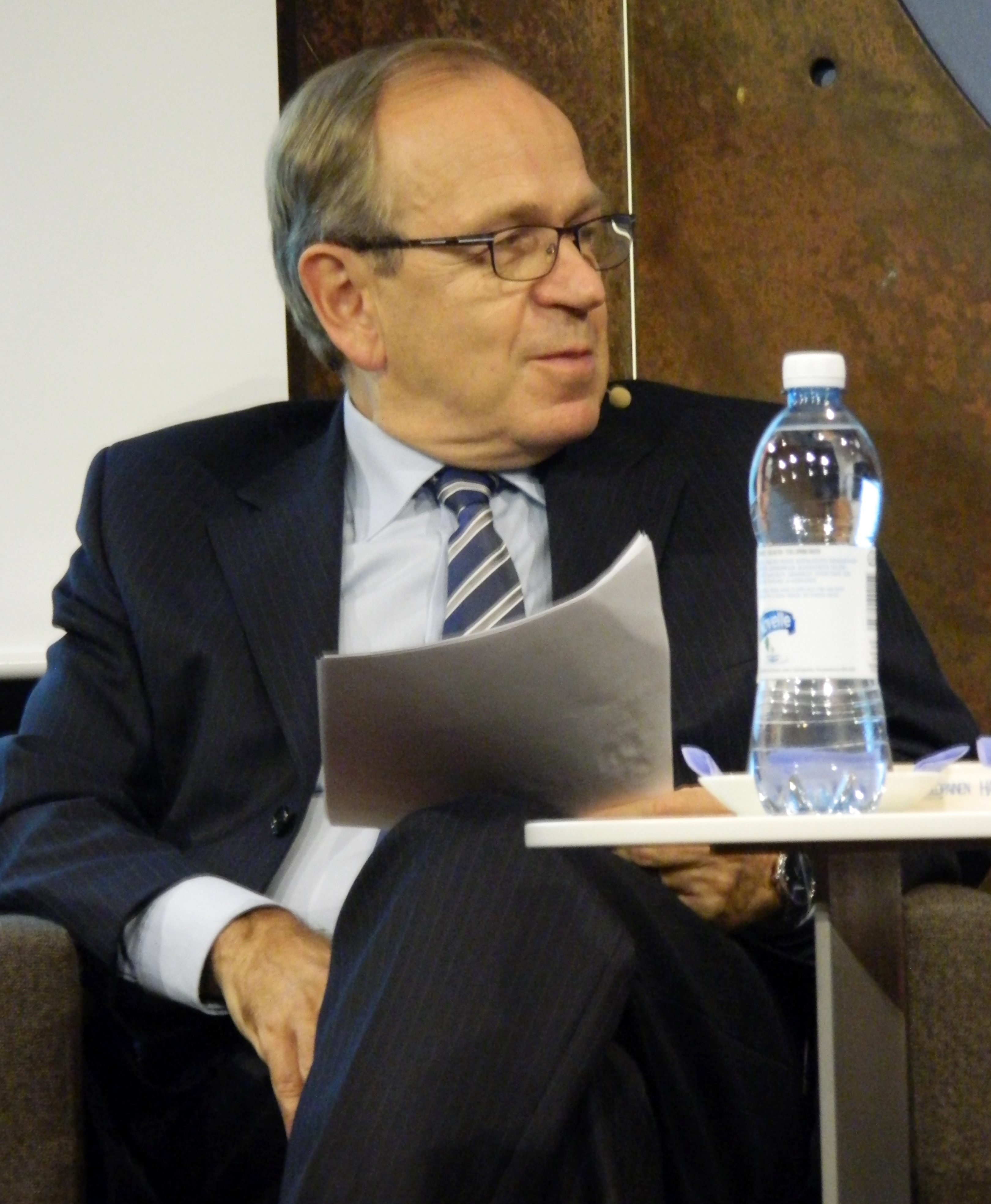
Erkki Liikanen (2016).

Erkki Antero Liikanen, född 19 september 1950 i S:t Michel, är en finländsk politiker och ämbetsman. Han var från 2004 till 2018 chefdirektör för Finlands Bank, medlem av ECB-rådet och styrelseledamot i Internationella valutafonden. Från 1995 till 2004 var han EU-kommissionär.
Liikanen har en politices kandidatexamen i nationalekonomi från Helsingfors universitet 1975. Han var ledamot i Finlands riksdag 1972–1990 för socialdemokraterna och medlem i kulturutskottet 1972–1975, vice ordförande i jord- och skogsbruksutskottet 1977–1979 samt medlem i utrikesutskottet från 1975 och dess ordförande 1983–1987. Han var elektor i samband med presidentvalen i Finland 1978, 1982 och 1988, socialdemokraternas partisekreterare 1981–1987 och vice ordförande i Riksdagens bankfullmäktige 1983–1987. Därefter var han finansminister 1987–1990 i Harri Holkeris ministär och ambassadör vid Europeiska unionen i Bryssel 1990–1994. I samband med Finlands EU-anslutning 1995 utnämndes Liikanen till landets första EU-kommissionär. I Santer-kommissionen 1995–1999 ansvarade han för budget, personal och administration, översättning och IT och i Prodi-kommissionen 1999–2004 ingick näringslivfrågor och informationssamhället i hans portfölj. Efter EU:s utvidgning 1 maj 2004 fick även den slovakiska kommissionären Ján Figeľ delansvar för hans frågor och den 12 juli, några månader innan förordnandets utgång, avgick Liikanen för att tillträda tjänsten som centralbankschef och efterträddes som kommissionär av Olli Rehn. 
Liikanen blev 2012 utnämnd av EU-kommissionär Michel Barnier till ordförande i en expertgrupp med uppdrag att undersöka möjliga reformer av banksektorn inom EU. Expertgruppens uppdrag var att undersöka huruvida det finns ett behov av strukturreformer i banksektorn inom EU och att utarbeta relevanta förslag, med målet att säkerställa banksystemets stabilitet och effektivitet. Expertgruppens slutliga rapport, Liikanenrapporten, presenterades den 2 oktober 2012 i vilken Liikanen argumenterar för genomgripande reformer av den europeiska banksektorn för att förhindra nya kriser.

## Utmärkelser
- Riddartecknet av I klass av Finlands Lejons orden,  6 december 1982[2]
- Kommendörstecknet av Finlands Vita Ros’ orden,  6 december 1989[3]
- Kommendörstecknet av I klass av Finlands Lejons orden,  6 december 1994[4]
- Storkorset av Finlands Lejons orden,  6 december 2007[4]

[Redigera Wikidata]